# ۱۹۸۳... (دریامردی که باید به آن تبدیل شوم)
۱۹۸۳... (دریامردی که باید به آن تبدیل شوم) (به انگلیسی: 1983... (A Merman I Should Turn to Be)) ترانه‌ای از گروه سایکدلیک راک آمریکایی-انگلیسی جیمی هندریکس اکسپرینس است. این ترانه در سومین آلبوم استودیویی گروه که بانوکده الکتریکی نام دارد و در سال ۱۹۸۶ منتشر شد، قرار دارد. این ترانه توسط گیتاریست و خواننده گروه، جیمی هندریکس نوشته شده است. در این ترانه، کریس وود از گروه پراگرسیو راک ترافیک به نواختن فلوت می‌پردازد. این ترانه حدود ۱۳ دقیقه طول دارد و به این ترتیب پس از ترانه کودک افسون، دومین ترانه طولانی ساخته شده توسط گروه به حساب می‌آید.